# Porte-des-Bonnevaux
Porte-des-Bonnevaux is een gemeente in het Franse departement Isère (regio Auvergne-Rhône-Alpes). De plaats maakt deel uit van het arrondissement Grenoble. Porte-des-Bonnevaux is op 1 januari 2019 ontstaan door de fusie van de gemeenten Arzay, Commelle, Nantoin en Semons.  De gemeente telde 2.085 inwoners op 1 januari 2022.

## Geografie
De oppervlakte van Porte-des-Bonnevaux bedroeg op 1 januari 2022 43,88 vierkante kilometer; de bevolkingsdichtheid was toen 47,5 inwoners per km².

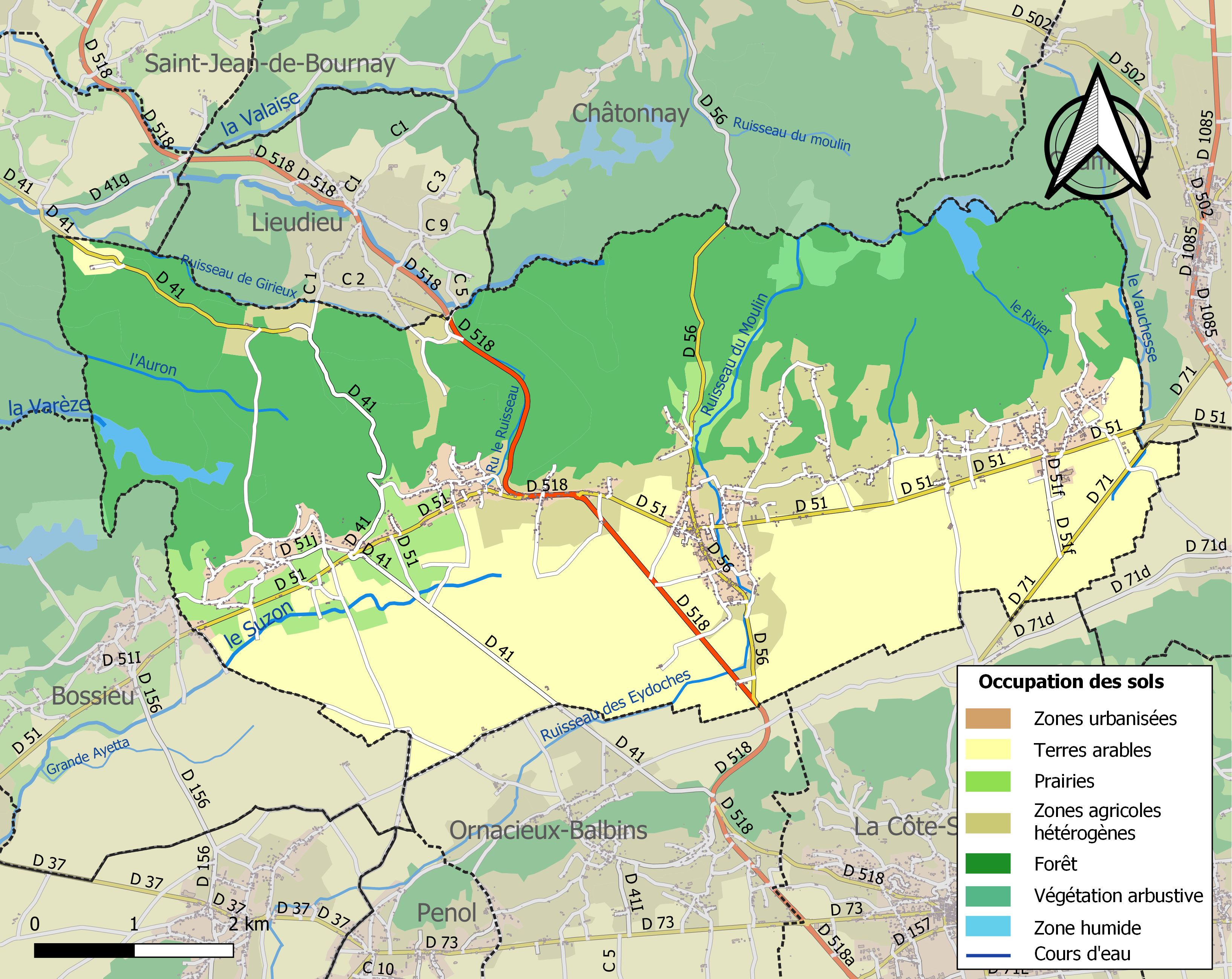
Kaart van de gemeente met de belangrijkste infrastructuur, bodemgebruik en omliggende gemeenten